# Aparelho urinário
O aparelho urinário ou sistema urinário é um conjunto de órgãos envolvidos com a formação, depósito e eliminação da urina. O aparelho é formado por dois rins, dois ureteres, uma bexiga e uma uretra. Os materiais inúteis ou prejudiciais ao funcionamento do organismo não são assimilados, sendo assim eliminados. Os materiais desnecessários ao funcionamento do corpo humano e por ele expelidos não são iguais. As células produzem muitos resíduos que são produtos de seus metabolismos e que devem ser eliminados (excretados) do organismo, além de substâncias que estão em excesso no sangue. Tais resíduos são chamados excretas.
Juntamente com as substâncias rejeitadas, o aparelho urinário filtra e elimina também água. A eliminação de água é necessária seja porque essas substâncias estão dissolvidas no plasma, que é constituído, na sua maior parte, de água, seja porque também a quantidade de água presente no sangue e nos tecidos deve ser mantida constante.
Os resíduos formados a partir das reações químicas que ocorrem no interior das células podem ser eliminados através:
- Do sistema urinário através da urina
- Da pele através do suor
- Do sistema respiratório (eliminando o gás carbônico)

## Rins
Cerca de 5 litros de sangue são bombeados pelo coração a cada minuto. Aproximadamente 1.200 ml, ou seja, pouco mais de 20% deste volume flui, neste mesmo minuto, através dos nossos rins. Trata-se de um grande fluxo se considerarmos as dimensões anatómicas destes órgãos.
O sangue, oxigenado, entra em cada rim pela sua margem côncava, através da artéria renal. No interior de cada rim, cada artéria renal se ramifica em diversas artérias interlobares que se ramificam em artérias arqueadas que, por sua vez, ramificam-se em numerosas artérias interlobulares.
Cada artéria interlobular, no córtex renal, ramifica-se em numerosas arteríola aferentes. Cada arteríola aferente ramifica-se num tufo de pequenos capilares denominados, em conjunto, glomérulos. Os glomérulos, milhares em cada rim, são formados, portanto, por pequenos enovelados de capilares. Na medida em que o sangue flui no interior de tais capilares, uma parte filtra-se através da parede dos mesmos. O volume de sangue filtrado a cada minuto corresponde a, aproximadamente, 125 ml. Este sangue filtrado acumula-se, então, no interior de uma cápsula que envolve os capilares glomerulares (cápsula de Bowman). A cápsula de Bowman é formada por 2 membranas: uma interna, que envolve intimamente os capilares glomerulares e uma externa, separada da interna. Entre as membranas interna e externa existe uma cavidade, por onde se acumula o filtrado glomerular. O filtrado glomerular, tem o aspecto aproximado de um plasma: um líquido claro, sem células. Porém, diferente do plasma, tal filtrado contém uma quantidade muito reduzida de proteínas (aproximadamente 200 vezes menos proteínas), pois as mesmas dificilmente atravessam a parede dos capilares glomerulares. O filtrado passa a circular, então, através de um sistema tubular contendo distintos segmentos: Túbulo Contornado Proximal, Alça de Henle, Túbulo Contornado Distal e Ducto Colector.
Pela margem côncava do rim sai a veia renal, com sangue não oxigenado, levando-o  para a veia cava inferior. Por esta mesma região também sai o ureter.
- Túbulo Contornado Proximal

Ao passar pelo interior deste segmento, cerca de 100% da glicose é reabsorvida (transporte ativo) através da parede tubular e retornando, portanto, ao sangue que circula no interior dos capilares peri tubulares, externamente aos túbulos.
Ocorre também, neste segmento, reabsorção de 100% dos aminoácidos e das proteínas que porventura tenham passado através da parede dos capilares glomerulares.
Neste mesmo segmento ainda são reabsorvidos aproximadamente 70% dos íons Na+ e de Cl- (estes últimos por atracão iónica, acompanhando os cátions) A reabsorção de NaCl faz com que um considerável volume de água, por mecanismo de osmose, seja também reabsorvido.
Desta forma, num volume já bastante reduzido, o filtrado deixa o túbulo contornado proximal e atinge o segmento seguinte: a Alça de Henle.
- Alça de Henle

Esta se divide em dois ramos: um descendente e um ascendente. No ramo descendente a membrana é bastante permeável à água e ao sal (NaCl). Já o mesmo não ocorre com relação à membrana do ramo ascendente, que é impermeável à água e, além disso, apresenta um sistema de transporte ativo que promove um bombeamento constante de íons sódio do interior para o exterior da alça, carregando consigo íons cloreto (por atração iónica).
Devido às características descritas acima, enquanto o filtrado glomerular flui através do ramo ascendente da alça de Henle, uma grande quantidade de íons sódio é bombeada activamente do interior para o exterior da alça, carregando consigo íons cloreto. Este fenómeno provoca um acumulo de sal (NaCl) no interstício medular renal que, então, se torna hiperconcentrado.
Essa osmolaridade elevada faz com que uma considerável quantidade de água constantemente flua do interior para o exterior do ramo descendente da alça de Henle (este segmento é permeável à água e ao NaCl) enquanto que, ao mesmo tempo, NaCl flui em sentido contrário, no mesmo ramo.
Portanto, o seguinte fluxo de íons e de água se verifica através da parede da alça de Henle:
No ramo descendente da alça de Henle flui, por difusão simples, NaCl do exterior para o interior da alça, enquanto que a água, por osmose, flui em sentido contrário (do interior para o exterior da alça).
No ramo ascendente da alça de Henle flui, por transporte ativo, NaCl do interior para o exterior da alça.
- Túbulo Contornado Distal

Neste segmento ocorre um bombeamento constante de íons sódio do interior para o exterior do túbulo. Tal bombeamento se deve a uma bomba de sódio e potássio que, ao mesmo tempo em que transporta activamente sódio do interior para o exterior do túbulo, faz o contrário com íons potássio. Esta bomba de sódio e potássio é mais eficiente ao sódio do que ao potássio, de maneira que bombeia muito mais sódio do interior para o exterior do túbulo do que o faz com relação ao potássio em sentido contrário. O transporte de íons sódio do interior para o exterior do túbulo atrai íons cloreto (por atracão iónica). Sódio com cloreto formam sal que, por sua vez, atrai água. Portanto, no túbulo contornado distal do néfron, observamos um fluxo de sal e água do Lumen tubular para o interstício circunvizinho.
A quantidade de sal + água reabsorvidos no túbulo distal depende bastante do nível plasmático do hormônio aldosterona, secretado pelas glândulas supra-renais. Quanto maior for o nível de aldosterona, maior será a reabsorção de NaCl + H2O e maior também será a excreção de potássio.
O transporte de água, acompanhando o sal, depende também de um outro hormônio: ADH (hormônio antidiurético), secretado pela neuro-hipófise. Na presença do ADH a membrana do túbulo distal se torna bastante permeável à água, possibilitando sua reabsorção. Já na sua ausência, uma quantidade muito pequena de água acompanha o sal, devido a uma acentuada redução na permeabilidade à mesma neste segmento.
- Ducto Colector

Neste segmento ocorre também reabsorção de NaCl acompanhado de água, como ocorre no túbulo contornado distal. Da mesma forma como no segmento anterior, a reabsorção de sal depende muito do nível do hormônio aldosterona e a reabsorção de água depende do nível do ADH. Responsável por coletar, concentrar e transportar a Urina. O Ductor colector não faz parte do Nefron.

## Urina
A urina é composta de aproximadamente 97% de água. Os principais excretas da urina humana são: a ureia, o cloreto de sódio e o ácido úrico.
- Formação da urina

Os tecidos recebem do sangue as substâncias nutritivas. Os compostos químicos tóxicos que neles se formam como resultado do complexo fenômeno da nutrição devem ser eliminadas do organismo evitando assim a intoxicação:
1. Os rins, que filtram o sangue e são os verdadeiros órgãos ativos no trabalho de seleção das substâncias de rejeição
2. Dos bacinetes renais com os respetivos ureteres, a urina passa a bexiga, que é o reservatório da urina
3. Da uretra a urina é excretada do organismo.

O nefrón e a unidade funcional do rim. Cada rim contem cerca de um  milhão de nefróns, cada um deles capaz de forma urina.O rim não pode regenerar novos nefróns. Portanto com a lesão renal, doença ou envelhecimento, há um gradual declínio no número de nefróns.
Cada nefrón contém um grupo de capilares glomerulares chamados glomérulos, pelo qual grandes quantidades de líquidos são filtrados do sangue, e um longo túbulo, no qual o liquido filtrado é convertido em urina no trajeto para a pelve renal.Os glomérulos apresentam uma pressão hidrostática alta e todo o glomérulo está envolvido pela cápsula de Bowman. O liquido filtrado dos capilares glomérulares flui para o interior da cápsula de Bowman e dai para o interior do túbulo proximal.
A partir do túbulo proximal, o liquido flui para a alça de Henle, a qual mergulha no interior da medula renal. Cada alça consiste em um ramo ascendente e um descendente. No final do segmento espesso do ramo ascendente está um segmento curto, que na realidade é uma placa na parede do túbulo chamada de mácula densa. A mácula densa tem um papel importante na função do néfron. Depois da mácula densa o liquido entra no túbulo distal, que como o túbulo proximal, situa-se no córtex renal. Este é seguido pelo túbulo conector e o túbulo coletor cortical, que leva ao ductor coletor cortical. Os ductor coletores se unem para formar ductos progressivamente maiores que se esvaziam na pelve renal através das papilas renais.
A principal função do sistema urinário é produzir e eliminar a urina do corpo, o rim tem 12 cm de comprimento, cor vermelho-escuro, a quantidade de urina eliminada por dia é de 1l a 1,5l.
A  ureia é uma substância que se não for eliminada através da urina pode levar a pessoa a morte. nós temos varias substancias em nossa urina, pois se nós tivermos certos tipos de substâncias que podem tanto nos aliviar quanto nos assustar como a presença de glicose em nossa urina pode significar a diabetes.